# Augustinus Kotter
Augustinus Kotter était un artisan armurier et fabricant d’arme allemand du XVIIe siècle.
Il était basé à Nuremberg. Il fabriqua et signa entre autres des arquebuses et des fusils de chasse.

## Postérité
Kotter est principalement connu par ses armes qui se retrouvent dans plusieurs grandes collections d’Europe et autres.